# Meeths

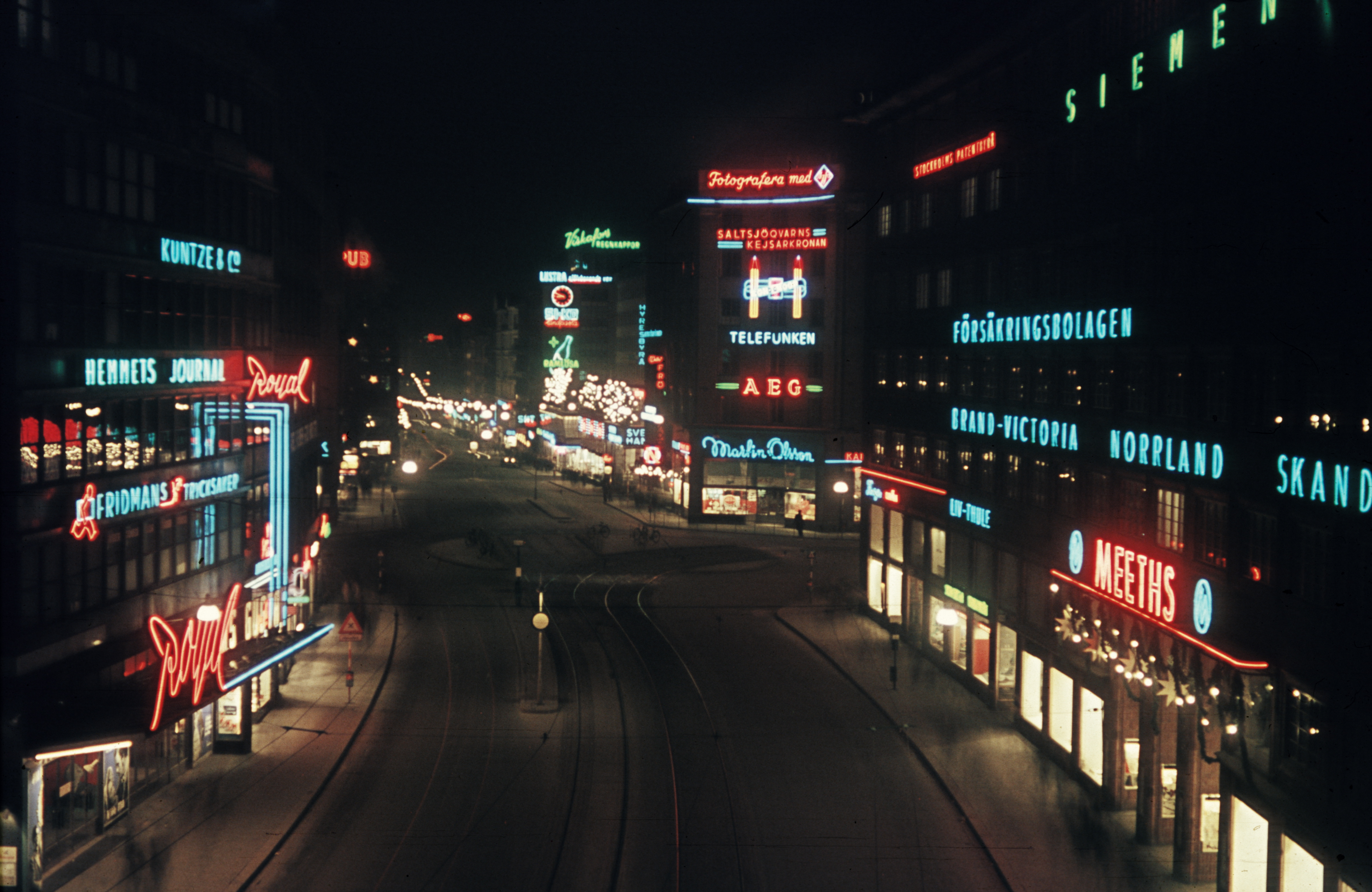
Meeths in Centrumhuset, Stockholm 1944.

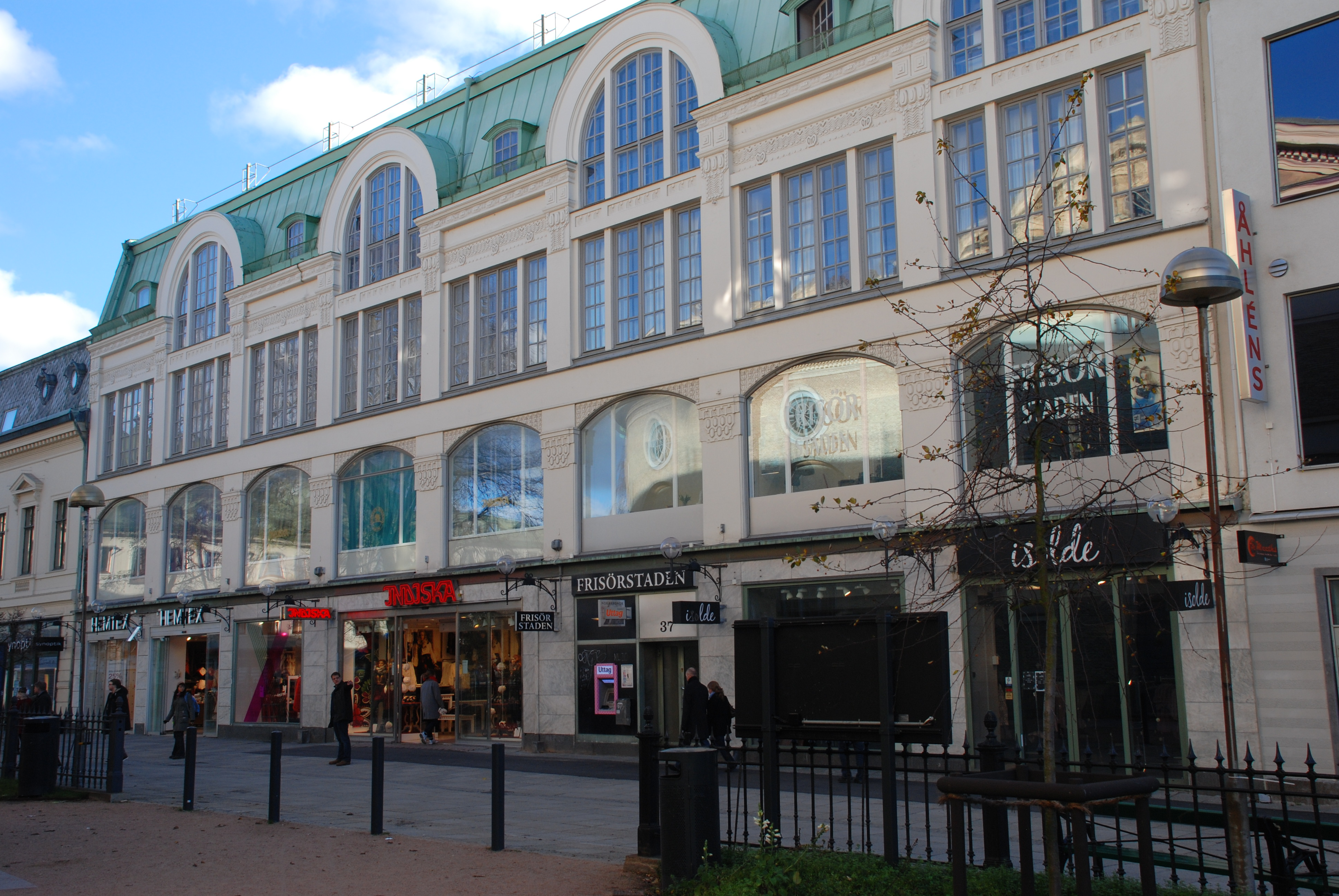
Meeths had een winkel aan de Kungsgatan 37-39 in Göteborg (foto uit 2010).

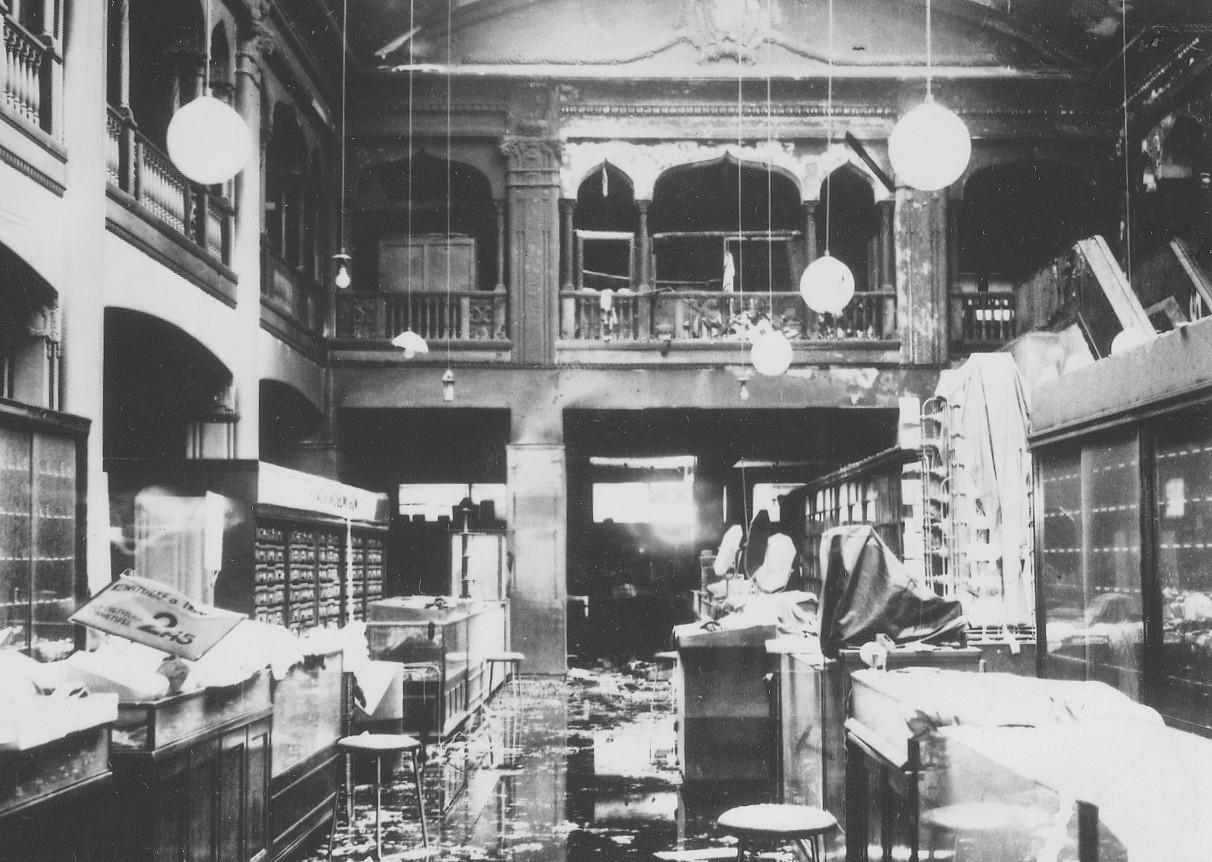
De brand in Meeths, Stockholm 1937.

Meeths was een Zweedse warenhuisketen, opgericht in 1864 door Carl Herman Christopher Meeths (1835-1889). Onder zijn zoon Carl Ernst Herman Meeths werd de warenhuisketen voor voornamelijk dameskleding verder ontwikkeld.

## Geschiedenis
De in Duitsland geboren Herman Meeths startte in 1864 een naaimachinebedrijf in Stockholm met een startkapitaal van 4.000 rijksdaalder. Zijn klanten wilden ook naaiaccessoires kopen en daarom begon hij deze ook te verkopen. Al snel opende hij verschillende winkels in verschillende delen van Stockholm. In 1881 opende Meeths een winkel voor naaiaccessoires in Göteborg, op de hoek van Kungsgatan / Östra Hamngatan 39, maar het verhuisde al in 1886 naar een eigen pand aan Kungsgatan 49. Geleidelijk aan werd het assortiment uitgebreid en werd damesmode het hoofdbestanddeel van het assortiment. De zoon Carl Ernst Herman Meeths, geboren op 14 september 1880 in Stockholm, trad in 1904 toe tot de bedrijfsleiding van het bedrijf na een buitenlandse stage en studiereizen.
August Vollmers (ook van Duitse afkomst) was sinds 1881 in dienst van Meeths en had de leiding over de zaken in Göteborg van 1889-1902. Vollmers opende een eigen winkel aan de Kungsgatan 39 in Göteborg onder de naam Vollmers Modebasar, die zeer succesvol was. Op 1 juli 1910 fuseerden de twee ondernemers en vormden een bedrijf dat een winkelpand van vier verdiepingen bouwde in Göteborg op de adressen Kungsgatan 37, 39 en Vallgatan 20 nadat de vorige gebouwen daar waren gesloopt, Vollmers-Meeths. Later werd hun vastgoed uitgebreid met Kungsgatan 35 en Vallgatan 16, 18, 22 en 24.
Meeths verkocht vooral exclusievere dameskleding en accessoires en was over het algemeen een warenhuis voor vrouwen. Dat bleek onder meer uit de inzet voor de invoering van het vrouwenkiesrecht.
Na de dood van Vollmer werd de naam veranderd in Meeths en onder leiding van de volgende generatie Meeths werd een damesmodehuis opgericht in Stockholm en in meer landelijk gelegen steden, waaronder inSkövde. Toen het bedrijf in 1939 zijn 75-jarig jubileum vierde, bestond het uit de twee warenhuizen in Stockholm en Göteborg en acht filialen. Het bedrijf telde ruim 600 medewerkers en groeide in het hoogseizoen tot bijna 1000 medewerkers.
Geleidelijk werden de landelijke vestigingen gesloten. De warenhuizen in Göteborg en Stockholm werden in 1965 Åhlén/Tempokedjan, die het warenhuis in Göteborg verder exploiteerde tot 23 maart 1974, toen de Åhléns City in Östra Nordstaden werd geopend. Het warenhuis werd vervolgens op initiatief van meesterschilder Eskil Kidmark omgebouwd tot een winkelcentrum onder de naam Kungsgården met een twintigtal winkels in verschillende branches.

### Meeths in Göteborg
De vlaggenschipwinkel was gevestigd aan de Kungsgatan 37-39 in Göteborg. Het vier verdiepingen tellende art nouveau-gebouw werd in 1910 gebouwd door FO Peterson &amp; Söner en is een goed voorbeeld van warenhuisarchitectuur uit het begin van de 20e eeuw met zijn lichte binnenplaats en zijn grote etalages.
Meeths in Göteborg is verder vooral bekend om zijn theesalon, oorspronkelijk Vollmers thésalong genoemd. Hier verbleef de populaire dirigent Emil Wertheimer 12 jaar met zijn viool, maar vooral "Madame Yvette" die 25 jaar viool speelde in de theesalon. Nadat het warenhuis in 1974 was gesloten, werd de theesalon overgenomen door het Ester Mosessons gymnaisum en werd het een aantal jaren gebruikt om les te geven aan studenten. Het pand was eigendom van Indiska magasinet, dat de begane grond gebruikte voor kleding en de bovenverdieping voor woninginrichting, tot deze in 2018 toen verhuisde. Na een verbouwing heeft de formule & Other Stories van H&M's sinds 2019 haar winkel in het pand. De theesalon wordt gebruikt door het jongereninitiatief Meeth's jonge salons van de stad Göteborg.

### Meeths in Stockholm
De winkels van Meeths in Stockholm waren gevestigd in Centrumhuset, op de hoek van Kungsgatan en op Sveavägen en in Odenplan, op de plaats waar Läkarhuset nu is gevestigd. In september 1936 werd het oudere hoofdfiliaal in Stockholm door brand verwoest en in april 1938 werd een nieuw warenhuis voltooid in het Centrumhuset, ontworpen door architect Cyrillus Johansson .